# Relations entre la Finlande et la Russie
Les relations entre la Finlande et la Russie sont des liens, à la fois de tension et de coopération, tissés entre les deux pays. La Finlande achète à la Russie des biens de première nécessité, dont du carburant. La Russie a une ambassade à Helsinki et un consulat-général à Mariehamn tandis que la Finlande a une ambassade à Moscou et un consulat-général à Saint-Pétersbourg.
Pendant 108 ans, la Finlande faisait partie de l'Empire russe avant d'obtenir son indépendance à la suite de la Première Guerre mondiale et de la révolution d'Octobre. Les deux pays se sont opposés lors de la guerre civile finlandaise puis lors de la guerre d'Hiver en 1939 (120 000 morts) et lors de la guerre de Continuation (200 000 morts) durant lesquelles l'URSS de Joseph Staline tenta d'envahir la Finlande, aboutissant à un traité de paix et la cession de la Carélie méridionale aux Soviétiques.
De nos jours, les quelques différends entre les deux États concernent principalement les violations de l'espace aérien finlandais par les Russes et la pollution de la mer Baltique par les navires russes. De leur côté, les partis politiques de droite finlandais accusent le gouvernement russe de poursuivre la politique de « finlandisation », malgré la fin de la guerre froide.
En 2022, environ 92 000 résidents permanents en Finlande parlent le russe.

## Pression russe pour dissuader la Finlande d’une adhésion à l'OTAN
En décembre 2021, le ministère russe des Affaires étrangères exhorte  la Finlande et la Suède à renoncer à adhérer à l'OTAN. La Russie affirme que les sollicitations répétées de l'OTAN pour que les deux pays rejoignent l'alliance militaire auraient des conséquences politiques et militaires majeures qui menaceraient la stabilité régionale des pays nordiques. En outre, la Russie considère l'inclusion de la Finlande dans l'OTAN comme une menace pour la sécurité nationale russe, car les États-Unis risqueraient de vouloir déployer des équipements militaires en Finlande si celle-ci rejoignait l'OTAN.
Cependant, le 1er janvier 2022, le président finlandais, Sauli Niinistö, réaffirme la souveraineté finlandaise en déclarant que le gouvernement finlandais se réserve le droit de demander l'adhésion à l'OTAN. En outre, Niinistö a déclaré que les exigences russes menacent « l'ordre de sécurité européen ». En outre, il estime que la coopération transatlantique est nécessaire au maintien de la souveraineté et de la sécurité de certains états membres de l'UE, dont la Finlande. Jusqu'à l'invasion de l'Ukraine par la Russie, les sondages montrent de manière constante qu'une majorité de la population finlandaise reste attachée au principe de neutralité. Le 17 décembre 2021 Vladimir Poutine remet aux États-Unis deux propositions de traités interdisant l'adhésion de la Suède et la Finlande à l'OTAN, niant ainsi la souveraineté de ces deux pays,. Un revirement de l'opinion publique a lieu entre janvier et mars 2022 où les sondages indiquent que les partisans d'une adhésion à l'OTAN passent de 20 à 60%.

## Adhésion de la Finlande à l'OTAN
Le 4 avril 2023, la Finlande adhère finalement à l'Organisation du traité de l'Atlantique nord devenant ainsi le 31e pays membre. Le porte-parole du gouvernement russe Dmitri Peskov affirme alors : « C'est une nouvelle aggravation de la situation. L'élargissement de l'Otan est une atteinte à notre sécurité et aux intérêts nationaux russe ». La Finlande met ainsi fin à sa traditionnelle politique de non-alignement militaire depuis la guerre froide. Fin 2023, elle ferme sa frontière terrestre avec la Russie,.

## Consulat russe aux îles Åland
Malgré la crise en cours du fait de l'invasion russe de l'Ukraine et de la demande d'adhésion finlandaise à l'OTAN, la Russie conserve un dernier consulat dans les îles Åland, issu de la mise en œuvre des dispositions du traité de Paris de 1856 relatives aux relations entre la Suède et l'Empire russe (dont le Grand-duché de Finlande), statuant incidemment sur le statut de ces îles. Mais la présence de ce poste diplomatique est contestée.